# Centrum Laserowych Technologii Metali im. Henryka Frąckiewicza Politechniki Świętokrzyskiej i Polskiej Akademii Nauk
Centrum Laserowych Technologii Metali im. Henryka Frąckiewicza Politechniki Świętokrzyskiej i PAN, CLTM – wspólna jednostka naukowo-badawcza oraz dydaktyczna Politechniki Świętokrzyskiej i Polskiej Akademii Nauk. Nosi imię prof. Henryka Frąckiewicza – rektora PŚk i pomysłodawcy utworzenia CLTM.
Jedyna w Polsce wspólna placówka PAN i uczelni technicznej. Jej działalność dydaktyczna finansowana jest przez Ministerstwo Nauki i Szkolnictwa Wyższego, zaś działalność naukowa przez Narodowe Centrum Badań i Rozwoju, Narodowe Centrum Nauki i Politechnikę Świętokrzyską.
Powstało jako jednostka międzywydziałowa Politechniki Świętokrzyskiej, obecnie jest jednostką organizacyjną Wydziału Mechatroniki i Budowy Maszyn PŚk. CLTM tworzą: Katedra Automatyki i Robotyki oraz Katedra Inżynierii Eksploatacji i Przemysłowych Systemów Laserowych.

## Historia
11 lipca 1996 Politechnika Świętokrzyska i Polska Akademia Nauk zawarły umowę, na mocy której 1 września 1996 utworzono Centrum Laserowych Technologii Metali. W 2000 oddano do użytku budynek i halę laboratoryjną CLTM. W 2001 Centrum Laserowych Technologii Metali otrzymało bezpłatnie od PAN wyposażenie. W styczniu 2007 w CLTM powołano Katedrę Automatyki i Robotyki. Na Wydziale Mechatroniki i Budowy Maszyn utworzono jednocześnie nowy kierunek studiów II stopnia – automatyka i robotyka. W 2008 do CLTM włączono powstałą w 2002 na WMiBM Katedrę Inżynierii Eksploatacji.
W 2010 otwarto Laboratorium Laserowe, które wyposażono w kosztujące 5 mln zł urządzenie do obróbki laserowej. W latach 2012–2013 zmodernizowano budynek CLTM. Pozyskano wówczas za kwotę 1,5 mln zł skaningowy mikroskop elektronowy oraz warty 1,3 mln zł laser do mikroobróbki.
W 2014 w Katedrze Automatyki i Robotyki utworzono studenckie koło naukowe „Impuls”. W ramach działalności koła uruchomiono zajęcia fakultatywne z zakresu modelowania 3D, programowania w C++ oraz programowania mikrokontrolerów. Członkowie „Impulsu” zajęli się również projektowaniem i wykonywaniem urządzeń, m.in. drukarek 3D, robotów typu „line follower” i łazików marsjańskich na potrzeby zawodów European Rover Challenge. W 2018 drużyna PŚk zajęła 3. pozycję w zawodach University Rover Challenge i wygrała konkurs European Rover Challenge, który odbył się w Starachowicach. Zwycięski projekt został oficjalnym łazikiem misji analogowej AMADEE-2020, która zorganizowana zostanie przez Austriackie Forum Kosmiczne na pustyni w Omanie w 2020.
W 2015 połączono Katedrę Przemysłowych Systemów Laserowych z Katedrą Inżynierii Eksploatacji.

## Kierunki i tematy badań naukowych
Katedra Automatyki i Robotyki
- Teorie: sterowania automatycznego, identyfikacji oraz optymalizacji;
- automatyzacja procesów technologicznych, cyfrowe układy sterowania;
- metrologia powierzchni, metody pomiaru i analizy okrągłości, falistości, chropowatości 2D i 3D, walcowości, kulistości, prostoliniowości, płaskości i równoległości;
- matematyczne podstawy metrologii, przetwarzanie sygnałów;
- komputerowe układy pomiarowe, modernizacja przyrządów pomiarowych[1].

Katedra Inżynierii Eksploatacji i Przemysłowych Systemów Laserowych
- Technologie nakładania powłok i umacniania części maszyn z wykorzystaniem m.in. technik laserowych, plazmowych i łukowych;
- laserowe metody obróbki materiałów i kształtowania elementów maszyn;
- opracowanie procedur sterowania i współdziałania systemu laserowego z manipulatorami;
- sterowanie systemami i procesami laserowymi[1].

## Jednostki organizacyjne
- Katedra Automatyki i Robotyki (kierownik: prof. dr hab. inż. Dariusz Janecki)
- Katedra Inżynierii Eksploatacji i Przemysłowych Systemów Laserowych (kierownik: dr hab. inż. Norbert Radek, prof. PŚk)
  - Zakład Inżynierii Powierzchni (kierownik: dr hab. inż. Wojciech Żórawski, prof. PŚk)
  - Zakład Przemysłowych Systemów Laserowych (kierownik: dr hab. inż. Włodzimierz Zowczak, prof. PŚk)[5]